# Itaituba
Itaituba là một đô thị thuộc bang Pará, Brasil. Đô thị này có diện tích 62040,947 km², dân số năm 2007 là 118403 người, mật độ 1,91 người/km².